# Myosotis forsteri
Myosotis forsteri är en strävbladig växtart som beskrevs av Johann Georg Christian Lehmann. Myosotis forsteri ingår i släktet förgätmigejer, och familjen strävbladiga växter. Inga underarter finns listade i Catalogue of Life.